# شبکه ستاره‌ای

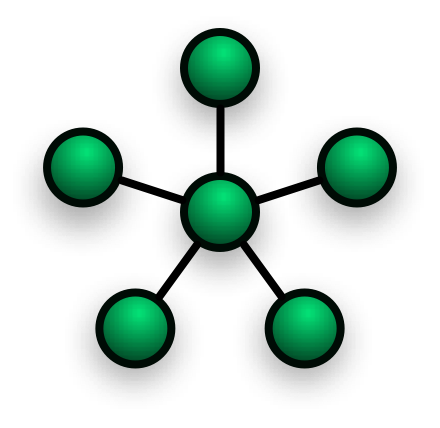
توپولوژی ستاره

شبکه ستاره‌ای مدیریت و منابع متمرکز دارد. اگر قطعه مرکزی خراب شود کل شبکه از سرویس دهی خارج می‌گردد. اگر یک رایانه یا کابلی که آن را به هاب متصل می‌سازد خراب شود فقط رایانه خراب از ارسال یا دریافت داده‌های شبکه ناتوان است مابقی شبکه به‌طور عادی کار می‌کند.